# ليون شارل ثيفنين
ليون شارل ثيفنين (1857 - 1926) كان مهندس تلغراف فرنسي مدد قانون أوم لتحليل الدوائر الكهربائية المعقدة.

## حياته
ولد تيفنين في مو، والتحق بمدرسة الفنون التطبيقية في باريس عام 1876. بعد التخرج في عام 1878، انضم إلى فيلق مهندسي التلغراف. عمل هناك في البداية على تطوير خطوط تلغراف طويلة تحت الأرض.
عُين مفتشًا للتدريس في مدرسة الاتصالات بباريس في عام 1882، وأصبح مهتمًا بشكل متزايد بمشاكل القياس في الدوائر الكهربائية. نتيجة لدراسة قوانين دوائر كيرشوف وقانون أوم، طور نظريته الشهيرة مبرهنة ثيفينين، والتي جعلت من الممكن حساب التيارات في الدوائر الكهربائية الأكثر تعقيدًا والسماح للناس بتقليل الدوائر المعقدة إلى دوائر أبسط تسمى دوائر تيفنين المكافئة.
كان عازف كمان موهوب. هوايته المفضلة الأخرى كانت الصيد. ظل عازبًا لكنه تقاسم منزله مع ابن عم أرمل لوالدته وطفليها الذين تبناه لاحقًا. استشار العديد من العلماء المعروفين في ذلك الوقت، ونشأ الجدل حول ما إذا كان قانونه يتوافق مع الحقائق أم لا. مات في باريس. قبل وفاته بفترة وجيزة، زاره صديقه وتفاجأ بسماع أن نظريته قد قبلت في جميع أنحاء العالم. في عام 1926، نقل إلى باريس لتلقي العلاج. ترك طلبًا رسميًا بألا يرافقه أحد إلى المقبرة إلا عائلته وألا يوضع في نعشه سوى وردة من حديقته. هكذا دفن في مو. يُذكر كمهندس نموذج وموظف، يعمل بجد، ويتمتع بأخلاق دقيقة، صارم في مبادئه ولكنه لطيف في القلب.